# De stella nova
De stella nova in pede Serpentarii (česky O nové hvězdě v Hadonošově noze; celým názvem De stella nova in pede Serpentarii et qui sub ejus exortum de novo iniit, Trigono igneo) je astronomický spis německého astronoma a teologa Johanna Keplera poprvé vydaný v Praze roku 1606, který pojednává o takzvané Keplerově supernově (SN 1604).

## Vznik a obsah
V době, kdy Johannes Kepler v Praze sepisoval své nejvýznamnější dílo Astronomia nova, jeden císařský hodnostář ho 11. října informoval, že na obloze zahlédl novou hvězdu. Kepler mu nejdříve sice nevěřil, ale o šest dní později se o nové hvězdě přesvědčil na vlastní oči.